# فرودگاه دریاچه لیک
فرودگاه دریاچه لیک (به انگلیسی: Otter Lake Airport) یک فرودگاه همگانی است که یک باند فرود شن و رس دارد و طول باند آن ۷۶۲ متر است. این فرودگاه در کشور کانادا قرار دارد و در ارتفاع ۳۹۶ متری از سطح دریا واقع شده‌است.